# Dương Anh Vũ
Duong Anh Vu (vietnamesisch: Dương Anh Vũ) (* 13. April 1980 in Ho-Chi-Minh-Stadt, Vietnam) ist ein vietnamesischer Dreibandspieler und Asienmeister.

## Karriere
Duong Anh Vu gilt in seinem Land als der Vorreiter einer neuen, international erfolgreichen Generation des vietnamesischen Karambolage. Geboren in Vietnams zweitgrößter Metropole, Ho-Chi-Minh-Stadt, mit tausenden von Billardhallen, von denen zwei von ihm, den „Anh Vu Clubs“ (mit 10, bzw. 20 Tischen), betrieben werden. 2004 spielte er seine erste Weltmeisterschaft.
Bei den Asienspielen 2006 kann Duong bei internationalen Turnieren erstmals einen Podestplatz holen. Im Finale unterlag er dem Japaner Ryūji Umeda und bekommt Silber, vor Kim Kyung-roul aus Südkorea. In St. Wendel kommt er bis ins Viertelfinale der  Dreiband-Weltmeisterschaft 2006,  muss sich dort dem belgischen Weltmeister Eddy Merckx knapp mit 2:3 Sätzen geschlagen geben. 2007 holt sich Duong seine erste von insgesamt sechs Goldmedaillen bei den heimischen Dreiband-Meisterschaften, gefolgt von einer Zweiten bei den Südostasienspielen und einer Dritten bei den Asian Indoor & Martial Arts Games in Macau, beide im Einband. Ein Jahr später gewinnt er als erster Vietnamese die Asienmeisterschaft im Dreiband. Im Finale schlug er den Japaner Ara Tatduo klar mit 3:0 Sätzen. 2010 kann er sich in der Gruppe den dritten Platz bei den AGIPI Masters holen. Bei der Team WM 2012 kommt er mit Teamkollege Ma Juan Cong bis in die Endrunde, sie scheitern dort jedoch an den überlegenen Dänen Tonny Carlsen und Thomas Andersen.
2017 gewann er nach seiner Teilnahme an der Verhoeven Open im Million Dollar Billiards in North Hollywood, Kalifornien Gold in einem 32er-Teilnehmerfeld. Im folgenden November gewann er die Bronzemedaille des USBA International Tournament in Houston, Texas, hinter Sieger und Landsmann Mã Minh Cẩm, Pedro Piedrabuena und vor Trần Quyết Chiến. Alle Spieler kamen von der gerade beendeten Weltmeisterschaft in Santa Cruz, Bolivien, wo er bis ins Achtelfinale einzog, sich dort aber dem Italiener Marco Zanetti geschlagen geben musste.

### UMB-Sperre 2019
Er unterschrieb im Frühjahr 2019 einen Vertrag bei der neu gegründeten Professional Billiards Association (of Korea) PBA. Da die PBA kein Mitglied der Union Mondiale de Billard (UMB) ist, werden Spieler, die an PBA-Turnieren teilnehmen, mit einer Sperre von einem Jahr je Turnierteilnahme, maximal aber drei Jahren, belegt. Damit endete seine UMB-Spielzeit zum Ende der Saison 2018/19.

## Erfolge
- Dreiband-Asienmeisterschaft:  2007, 2008
- Südostasienspiele:  2007 (Einband)  2001 (Dreiband), 2003 (Dreiband)
- Asian Indoor & Martial Arts Games:  2007 (Einband)
- Asienspiele:  2006  2010
- Vietnamesische Dreiband-Meisterschaft:  2007 (insgesamt 6 ×)
- Tiger Cup International Tournament:  2017
- USBA International Tournament: